# Kenny Aird
Kenny Aird (Glasgow, 13 aprile 1947 – Glasgow, 22 novembre 2024) è stato un calciatore scozzese, di ruolo centrocampista.

## Carriera
Vanta 6 presenze nella Coppa UEFA 1971-1972, con la casacca del St. Johnstone e 3 incontri di Coppa delle Coppe 1976-1977 con la maglia dell'Hearts.